# Breakout box

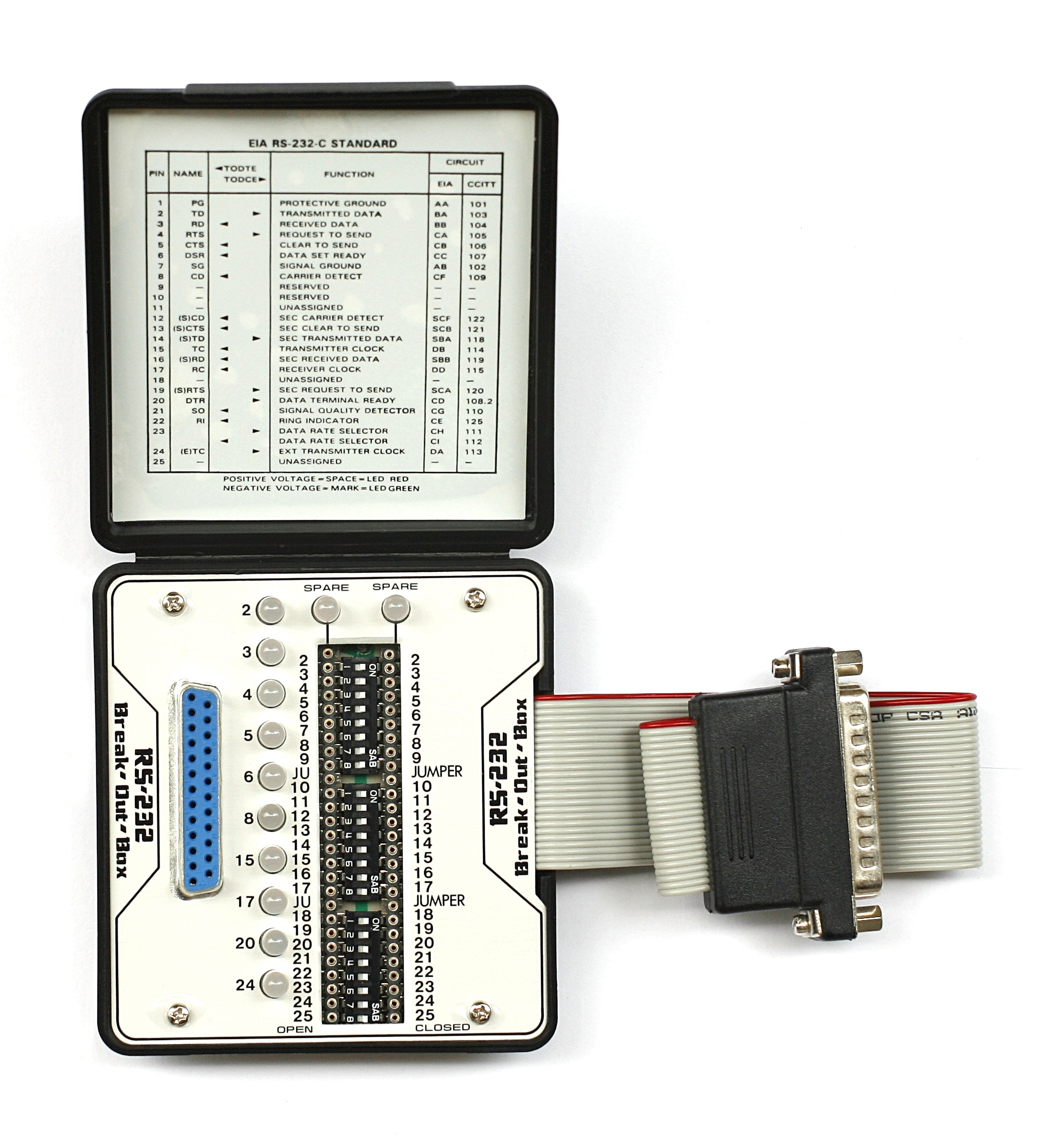
Esempio di breakout box RS-232 tascabile che dispone di interruttori per riconfigurare o patchare uno o tutti i circuiti attivi. Questa unità ha un connettore RS-232 maschio DB25 e un connettore RS-232 femmina DB25

Una breakout box è, in informatica, un componente di diagnostica usato per la ricerca di problemi nella comunicazione tra computer, tipicamente attraverso una porta seriale. 
La breakout box viene posta tra due apparati e di solito è dotata di alcuni LED per segnalare lo stato dei differenti segnali nel cavo seriale. Presenta inoltre una serie di interruttori, detti DIP switches, per connettere o disconnettere i singoli cavi che compongono il cavo seriale, e/o dei connettori per cortocircuitare gli stessi tramite ponticelli elettrici.